# Méréret
Méréret est une princesse égyptienne de la XIIe dynastie, peut-être fille du roi Sésostris III . Elle est inhumée dans le complexe funéraire de ce dernier à Dahchour, où un large trésor funéraire est découvert en 1894 par Jacques de Morgan. Les bijoux retrouvés dans la sépulture de Méréret, en particulier les deux pectoraux inscrits de noms royaux et aujourd'hui conservés au musée égyptien du Caire, confirment qu'elle a vécu sous les règnes de Sésostris III et d'Amenemhat III. 
Le trésor retrouvé dans la tombe est un rare exposé de mobilier funéraire royal complet et permet de mieux connaître les techniques de joaillerie du Moyen Empire, bien que certains objets soient des remontages modernes. Les bijoux de Méréret sont conservés au musée égyptien du Caire et comprennent notamment : un pectoral au nom de Sésostris III, un pectoral au nom d'Amenemhat III, une ceinture en perles d'améthyste et amulettes léonines, des périscélides, des bracelets, des colliers, des amulettes et vingt scarabées en matériaux variés. Quelques bijoux sont également exécutés en granulation, technique étrangère qui suggère des relations commerciales avec la Crète.
Les bijoux forment un corpus cohérent avec les trésors d'orfèvreries trouvés dans les tombes d'autres princesses de la XIIe dynastie, comme celle trouvée à El-Lahoun par W. M. Flinders Petrie (Sathathoriounet).